# Paradrillia gemmata
Paradrillia gemmata é uma espécie de gastrópode do gênero Paradrillia, pertencente a família Horaiclavidae.